# Аппий Клавдий Пульхр (консул 143 года до н. э.)
А́ппий Клавдий Пульхр (лат. Appius Claudius Pulcher; умер после 133 года до н. э.) — древнеримский политический деятель из патрицианского рода Клавдиев, консул 143 года до н. э., цензор 136 года до н. э. Политический союзник Тиберия Семпрония Гракха.

## Происхождение
Аппий Клавдий принадлежал к одному из самых знатных и влиятельных патрицианских родов Рима, имевшему сабинское происхождение. Первым носителем когномена Пульхр («Красивый») стал предполагаемый прадед Аппия Публий, один из сыновей Аппия Клавдия Цека и консул 249 года до н. э. У отца Аппия, согласно Капитолийским фастам, был преномен Гай; это мог быть консул 177 года до н. э., сын консула 212 года до н. э. Аппия.

## Биография
Первые упоминания об Аппии Клавдии в сохранившихся источниках относятся к 143 году до н. э., когда он был консулом. Но исследователи полагают, исходя из требований закона Виллия, установившего минимальные временные промежутки между магистратурами, что не позже 146 года до н. э. Пульхр должен был занимать должность претора.
Коллегой Аппия по консулату был плебей Квинт Цецилий Метелл Македонский. Именно последнему по результатам жеребьёвки достались Ближняя Испания и, соответственно, война с кельтиберами. Пульхр остался в Италии, но он жаждал славы и триумфа, а потому напал на альпийское племя салассов; сначала он был разбит, позже одержал победу и перебил пять тысяч врагов. Сенат отказал ему в тримуфе. Тогда Аппий Клавдий организовал триумф на собственные средства. Источники сообщают, что один из народных трибунов попытался остановить праздничное шествие, но весталка Клавдия, дочь Пульхра, взошла на колесницу триумфатора, и трибуну пришлось уступить.
Главным политическим соперником Аппия Клавдия был в эти годы покоритель Карфагена Публий Корнелий Сципион Эмилиан. Вокруг последнего сформировалась сенатская «фракция», выступавшая за умеренные реформы, тогда как Пульхр стал наряду с братьями Метеллами и братьями Цепионами вождём аристократической «партии». В 142 году до н. э. Аппий выдвинул свою кандидатуру в цензоры, но проиграл выборы Сципиону Эмилиану. В 136 году до н. э. он всё-таки занял эту высокую должность, и его коллегой стал плебей Квинт Фульвий Нобилиор. Античные авторы отмечают строгость этой цензуры.
В последующие годы Аппий возглавлял список сенаторов. Когда народный трибун Тиберий Семпроний Гракх предложил провести аграрную реформу (133 год до н. э.), Пульхр его поддержал и стал одним из триумвиров, занявшихся разделом государственной земли между беднейшими гражданами. Но Гракх в том же году был убит в уличной схватке, и вскоре умер и Аппий Клавдий.
Известно, что Пульхр был членом жреческой коллегии салиев. Цицерон называет его в числе ораторов той эпохи, но отмечает, что речь Аппия была «излишне горячей».

## Семья
Аппий Клавдий был женат на Антистии. У супругов было по крайней мере две дочери: одна стала весталкой, другая — женой Тиберия Семпрония Гракха. Известно, что Пульхр сам предложил дочь в жёны Гракху во время жреческой трапезы. «Таким образом обручение состоялось, и Аппий, придя домой, ещё с порога громко крикнул жене: „Послушай, Антистия, я просватал нашу Клавдию!“ Та в изумлении отвечала: „К чему такая поспешность? Уж не Тиберия ли Гракха ты нашёл ей в женихи?“». Предположительно сыновьями Аппия были Гай Клавдий Пульхр, консул 92 года до н. э., и Аппий Клавдий Пульхр, консул 79 года до н. э.; в этом случае все последующие представители этой ветви рода являются его потомками.
Марк Туллий Цицерон сообщает, что племянником консулам 92 и 79 годов до н. э. приходился Луций Марций Филипп. Это означает, что у консула 143 года была ещё одна дочь — жена Квинта Марция Филиппа.

## В культуре
Аппий Клавдий Пульхр является одним из персонажей сериала Древний Рим: Расцвет и падение империи (эпизод «Революция»). Его играет Дэвид Уорнер.